# Christoph Stephan

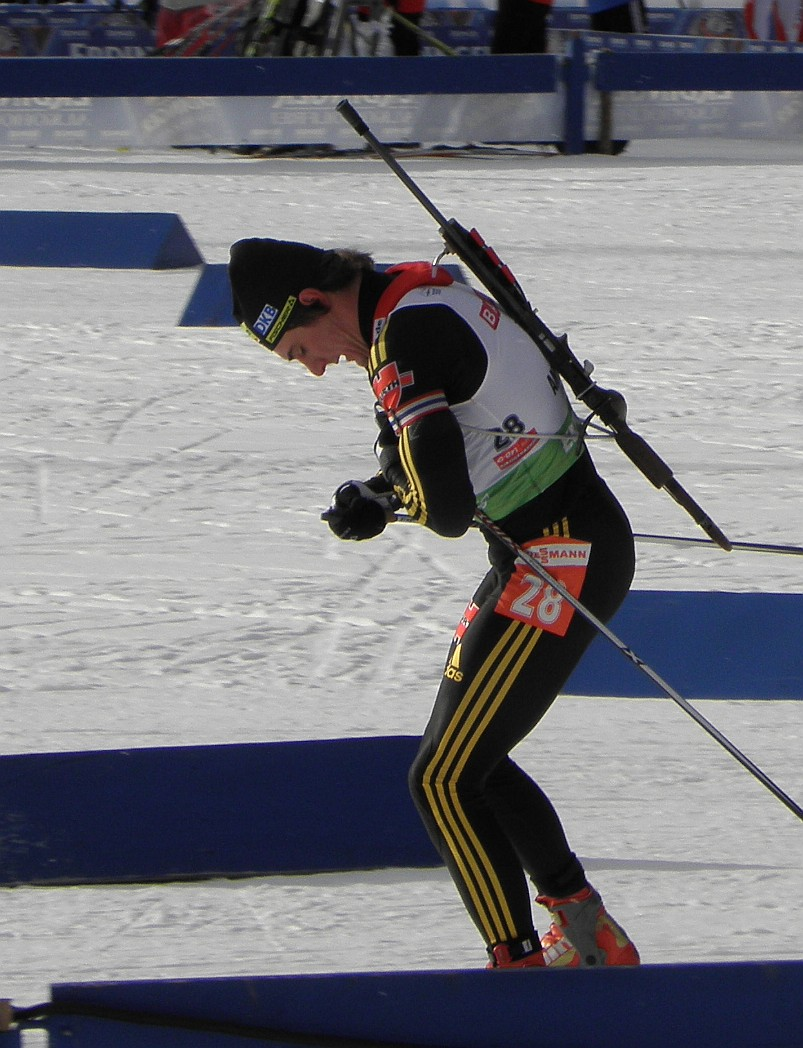
Stephan in 2010

Christoph Stephan (Rudolstadt, 12 januari 1986) is een voormalig Duitse biatleet. Hij werd in 2007 drievoudig wereldkampioen bij de junioren.
Zijn eerste wereldbekeroverwinning bij de senioren haalde hij in het seizoen 2008/2009, toen hij in Antholz de massastartwedstrijd won. Stephan haalde het in een spannende eindsprint voor de Oostenrijker Dominik Landertinger met 0,2 seconden.
Stephan startte met biatlon op het sportgymnasium in Oberhof, waar hij in 1996 zijn opleiding startte.

## Belangrijkste resultaten

### Wereldkampioenschappen junioren
| Jaar | Plaats               | Resultaten                                                                                  |
| ---- | -------------------- | ------------------------------------------------------------------------------------------- |
| 2006 | Presque Isle         | 12e 15 km individueel · 18e 10 km sprint · 20e 12,5 km achtervolging · 4 x 7,5 km estafette |
| 2007 | Martell-Val Martello | 6e 15 km individueel · 10 km sprint · 12,5 km achtervolging · 4 x 7,5 km estafette          |

### Europese kampioenschappen junioren
| Jaar | Plaats            | Resultaten                                                                                  |
| ---- | ----------------- | ------------------------------------------------------------------------------------------- |
| 2006 | Langdorf-Arbersee | 12e 15 km individueel · 24e 10 km sprint · 14e 12,5 km achtervolging · 4 x 7,5 km estafette |

### Wereldkampioenschappen
| Jaar | Plaats      | Resultaten |
| ---- | ----------- | --- |
| 2009 | Pyeongchang | 22e 10 km sprint · 41e 12,5 km achtervolging · 20 km individueel · 21e 15 km massastart · 4 x 7,5 km estafette |

### Wereldbeker
Wereldbekerzeges
| Nr. | Datum      | Plaats  | Discipline       |
| --- | ---------- | ------- | ---------------- |
| 1.  | 25/01/2009 | Antholz | 15 km massastart |

Eindklasseringen
| Seizoen   | Algemeen | Individueel | Sprint | Achtervolging | Massastart |
| --------- | -------- | ----------- | ------ | ------------- | ---------- |
| 2006/2007 | 42e      |             |        |               |            |
| 2007/2008 | 31e      |             |        |               |            |
| 2008/2009 | 18e      |             |        |               |            |

### Wereldkampioenschappen zomerbiatlon
| Jaar | Plaats  | Resultaten                                                |
| ---- | ------- | --------------------------------------------------------- |
| 2009 | Oberhof | gemengde estafette · 10 km sprint · 12,5 km achtervolging |